# Trường Đại học Kinh tế và Quản trị kinh doanh, Đại học Thái Nguyên
Trường Đại học Kinh tế và Quản trị kinh doanh (tiếng Anh: Thai Nguyen University of Economics and Business Administration) là cơ sở giáo dục đại học thành viên của Đại học Thái Nguyên một trong những trường đại học công lập định hướng nghiên cứu đầu ngành trong khối các trường đào tạo về kinh tế, quản lý và quản trị kinh doanh nằm trong nhóm các Trường Đại học trọng điểm của Việt Nam, đồng thời là trung tâm nghiên cứu kinh tế học lớn của khu vực miền Bắc.

## Giới thiệu
Trường Đại học kinh tế và Quản trị kinh doanh - Đại học Thái Nguyên
Tên tiếng Anh: Thainguyen University of Economics and Business Administration.
Tên viết tắt: TUEBA
Mã trường: DTE.
Tên gọi khác: Trường Đại học Kinh tế Thái Nguyên.
Trường Đại học Kinh tế và Quản trị kinh doanh là một cơ sở giáo dục đại học thành viên của Đại học Thái Nguyên được thành lập theo Quyết định số 136/2004/QĐ-TTg ngày 02/8/2004 của Thủ tướng Chính phủ trên cơ sở sắp xếp và tổ chức lại hai khoa Kinh tế Nông nghiệp thuộc Trường Đại học Nông lâm và Khoa Kinh tế Công nghiệp thuộc Trường Đại học Kỹ thuật Công nghiệp.
Địa chỉ:
- Từ năm 2004 - 2013: Km 9, Đường 3/2, Phường Tích Lương,  Thành phố Thái Nguyên, Tỉnh Thái Nguyên.
- Từ 2014:  Phường Tân Thịnh, Thành phố Thái Nguyên, Tỉnh Thái Nguyên.
Trường Đại học Kinh tế và Quản trị kinh doanh thành lập trong bối cảnh hệ thống giáo dục quốc dân đã có nhiều trường đại học đào tạo trong cùng lĩnh vực. Trường đã định hình một hướng đi riêng, tập trung vào những ngành phù hợp với nhu cầu xã hội, kiên định mục tiêu nâng cao chất lượng đào tạo, để đáp ứng yêu cầu về nguồn nhân lực, góp phần vào sự phát triển kinh tế - xã hội của vùng và của đất nước. 
Kể từ khi thành lập, Trường Đại học Kinh tế và Quản trị kinh doanh đã không ngừng lớn mạnh và trưởng thành, thực hiện tốt sứ mạng: “Đào tạo nguồn nhân lực chất lượng cao, nghiên cứu khoa học, tư vấn, ứng dụng, chuyển giao công nghệ và hợp tác quốc tế  trong lĩnh vực kinh tế, kinh doanh và quản lý, góp phần phát triển kinh tế - văn hóa - xã hội vùng trung du, miền núi phía Bắc và cả nước”.
Vượt qua nhiều khó khăn, Nhà trường đã đạt được nhiều thành tựu quan trọng, đáng tự hào, từng bước khẳng định vị thế của Trường trong hệ thống giáo dục đại học Việt Nam. Từ đội ngũ ban đầu 129 cán bộ, với 97 giảng viên, tổ chức 3 ngành đào tạo trình độ đại học; 01 ngành đào tạo thạc sĩ với quy mô đào tạo 2.100 sinh viên, trong đó có đặc điểm rất riêng: 2.100 sinh viên này đều đang học tại trường Đại học Kỹ thuật Công nghiệp và trường Đại học Nông Lâm, trở thành các tân sinh viên của Trường. Đến nay, Trường đã có những bước phát triển vượt bậc với 329 cán bộ viên chức, bao gồm 8 phó giáo sư, 110 tiến sĩ và 44 giảng viên đang làm nghiên cứu sinh ở trong và ngoài nước. 
Nhà trường tổ chức đào tạo cả ba bậc học với 03 chuyên ngành trình độ tiến sĩ; 06 chương trình đào tạo thạc sĩ; 19 chương trình đạo tạo đại học bằng tiếng Việt cùng 04 chương trình đào tạo đại học dạy và học bằng tiếng Anh.  Quy mô đào tạo của Trường đến thời điểm hiện tại đạt: 7.881 sinh viên, 556 học viên thạc sĩ, 30 nghiên cứu sinh và 235 lưu học sinh. Trong 20 năm qua, đã có hơn 1.000 lưu học sinh đến từ 12 quốc gia trên thế giới học tập tại trường.
Trường Đại học Kinh tế và Quản trị kinh doanh tròn tuổi 20, đã có 20 thế hệ sinh viên trưởng thành, mang kiến thức, sự tự tin và bản lĩnh để cống hiến cho xã hội, cho đất nước. Đến nay, hơn 40.000 người học đã tốt nghiệp, nhiều người đang đảm nhận các vị trí quan trọng trong các cơ quan Đảng, Nhà nước, các cơ quan, đơn vị và các doanh nghiệp trong và ngoài nước.

## Mục tiêu

### Sứ mạng
Đào tạo, nghiên cứu kết hợp với đổi mới sáng tạo để hình thành nên nguồn nhân lực chất lượng cao, có khả năng phát triến nghề nghiệp và lòng nhân ái, thực hiện chuyến giao sản phẩm khoa học công nghệ trong lĩnh vực kinh tế, kinh doanh và quản lý, góp phần vào sự phát triển bền vững của cộng đồng và xã hội.

### Tầm nhìn
Trở thành trường đại học hàng đầu trong nước và khu vực châu Á về đào tạo, nghiên cứu khoa học, chuyến giao công nghệ và phục vụ cộng đồng trong các lĩnh vực kinh tế, kinh doanh và quản lý.

### Triết lý giáo dục

#### Sáng tạo - Thực tiễn - Hội nhập
- Ý nghĩa của triết lý giáo dục

Trường Đại học Kinh tế và Quản trị kinh doanh hướng đến đào tạo người học có tri thức, biết phát huy năng lực của bản thân; có tư duy tích cực, đổi mới, chủ động tiếp cận công việc, đặc biệt trong các lĩnh vực mới, từ đó nắm bắt các cơ hội trong đời sống xã hội và nghề nghiệp; trở thành người có trách nhiệm, lòng nhân ái khi tham gia vào thị trường lao động trong nước và quốc tế.

Các hoạt động đào tạo và nghiên cứu của Nhà trường được tổ chức theo hướng linh hoạt, sáng tạo, cập nhật thường xuyên, đảm bảo gắn kết giữa lý thuyết và ứng dụng thực tiễn, giúp người học dễ dàng thích ứng của với những thay đổi nhanh chóng của môi trường. Nhà trường đẩy mạnh hợp tác trong nước và quốc tế, tạo dựng quan hệ với cơ quan, tổ chức, doanh nghiệp nhằm xây dựng môi trường giáo dục hiện đại, hướng đến sự phát triển bền vững cho đội ngũ các nhà khoa học và người học.

### Giá trị cốt lõi

#### Tận tâm - Chất lượng - Đổi mới
- Giá trị cốt lõi được thể hiện

Tận tâm: Nhà trường cam kết tạo ra một môi trường học tập và làm việc tích cực, có trách nhiệm, quan tâm sâu sắc đến chất lượng đào tạo, nghiên cứu và đóng góp vào sự phát triển chung của xã hội.

Chất lượng: Nhà trường coi trọng và đặt yêu cầu cao về chất lượng trong phát triển đội ngũ, đào tạo nguồn nhân lực, nghiên cứu khoa học, chuyển giao công nghệ, hợp tác trong nước và quốc tế đảm bảo cho người học nhận được kiến thức, kỹ năng, tính tự chủ và trách nhiệm vượt trội, đáp ứng nhu cầu cho các đối tượng hữu quan và đáp ứng nhu cầu thực tiễn của xã hội.

Đổi mới: Nhà trường coi đổi mới là sức sống, là đòn bẩy để phát triển, đề cao khát vọng tiên phong, tinh thần dám nghĩ dám làm, không ngừng sáng tạo và áp dụng những phương pháp, công nghệ hiện đại để tạo ra những giá trị mới và sự phát triển bền vững trong đào tạo, nghiên cứu khoa học và phục vụ cộng đồng.